# PGC 70558
LEDA/PGC 70558, auch als UGC 12388 bezeichnet, ist eine Spiralgalaxie vom Hubble-Typ S im Sternbild Pegasus nördlich der Ekliptik, die schätzungsweise 212 Millionen Lichtjahre von der Milchstraße entfernt ist. 
Gemeinsam mit NGC 7515, NGC 7535, NGC 7536, NGC 7563, NGC 7570, NGC 7580, PGC 70557 und PGC 70637 bildet sie die NGC 7515-Gruppe oder LGG 471.